# The Best (Righeira)
The Best è la quarta raccolta del duo musicale italiano Righeira, pubblicata nel 2002 dalla D.V. More Record.

## Tracce
1. Vamos a la playa – 3:35
2. No tengo dinero – 4:01
3. L'estate sta finendo – 3:43
4. Innamoratissimo – 5:32
5. Italians a Go-Go – 3:36
6. 3D – 3:47
7. Luciano Serra pilota – 3:21
8. Dimmi di no – 4:28
9. Gli parlerò di te – 4:15
10. Hey Mama – 4:18
11. Oasi in città – 4:45
12. Vivo al 139 – 3:41